# Spoorlijn Soest - Hamm
De spoorlijn Soest - Hamm is een Duitse spoorlijn en is als spoorlijn 2930 onder beheer van DB Netze.

## Geschiedenis
De bouw werd gestart door de Köln-Minden-Thüringischen-Verbindungs-Eisenbahn-Gesellschaft (KMTVEG). Door een faillissement in 1848 werd deze onderneming werd het project overgenomen door de Königlich-Westfälische Eisenbahn-Gesellschaft en geopend op 4 oktober 1850.

## Treindiensten
De Deutsche Bahn verzorgt het personenvervoer op dit traject met ICE, IC en RE treinen. De Eurobahn verzorgt het personenvervoer met RB treinen.
| Serie      | Treinsoort                          | Route | Bijzonderheden |
| ---------- | ----------------------------------- | --- | --- |
| ICE 41     | InterCityExpress (DB Fernverkehr)   | [ Dortmund Hbf – Bochum Hbf – Essen Hbf – Duisburg Hbf – Düsseldorf Hbf – Köln Messe/Deutz – Siegburg/Bonn – Montabaur – Limburg Süd – Frankfurt (Main) Flughafen Fernbahnhof – Frankfurt (Main) Hbf – Aschaffenburg Hbf ] / [ Darmstadt Hbf – Frankfurt (Main) Hbf – Frankfurt (Main) Flughafen Fernbahnhof – Limburg Süd – Montabaur – Siegburg/Bonn – Köln Messe/Deutz – Düsseldorf Hbf – Duisburg Hbf – Essen Hbf – Bochum Hbf – Dortmund Hbf – Hamm (Westf) – Soest – Lippstadt – Paderborn Hbf – Altenbeken – Warburg (Westf) – Kassel-Wilhelmshöhe – Fulda ] – Würzburg Hbf – Nürnberg Hbf – München Hbf – Tutzing – Murnau – Oberau – Garmisch-Partenkirchen                                            | Elk uur tussen Dortmund en München. Éénmaal per dag vanaf Darmstadt via Dortmund en Kassel naar München. Één trein op zaterdag door tot Garmisch-Partenkirchen. |
| IC 50      | Intercity (DB Fernverkehr)          | [ Ostseebad Binz – Stralsund Hbf – Greifswald – Züssow – Pasewalk – Angermünde – Berlin Gesundbrunnen – Berlin Hbf – Berlin Südkreuz – Lutherstadt Wittenberg – Halle (Saale) Hbf – ] / [ Leipzig Hbf ] – Erfurt Hbf – Eisenach – [ Bebra – Kassel-Wilhelmshöhe – Warburg (Westf) – Altenbeken – Paderborn Hbf – Lippstadt – Soest – Hamm (Westf) – Dortmund Hbf – Bochum Hbf – Essen Hbf – Duisburg Hbf – Düsseldorf Flughafen – Düsseldorf Hbf ] / [ Fulda – Frankfurt (Main) Hbf – [ Darmstadt Hbf – Mannheim Hbf – Ludwigshafen (Rhein) Hbf – Neustadt (Weinstr) Hbf – Kaiserslautern Hbf – Homburg (Saar) Hbf – Saarbrücken Hbf ] / [ Frankfurt (Main) Flughafen Fernbahnhof – Mainz Hbf – Wiesbaden Hbf ] | Tweemaal per dag tussen Frankfurt en Saarbrücken. Eenmaal per dag van Stralsund naar Frankfurt.                                                                 |
| RE 1 (RRX) | Regional-Express (National Express) | Aachen Hbf – Stolberg (Rheinl) Hbf – Eschweiler Hbf – Düren – Köln Hbf – Düsseldorf Hbf – Duisburg Hbf – Essen Hbf – Dortmund Hbf – Hamm (Westf) | NRW-Express |
| RB 89      | Regionalbahn (Eurobahn)             | Münster (Westf) Hbf – Hamm (Westf) – Paderborn Hbf – (Warburg (Westf) – Hofgeismar – Kassel-Wilhelmshöhe) | Ems-Börde-Bahn 2x per uur Münster-Paderborn, 1x per twee uur van/naar Warburg, enkele treinen van/naar Kassel                                                   |

## Aansluitingen
In de volgende plaatsen is of was er een aansluiting op de volgende spoorlijnen:
SoestDB 1760, spoorlijn tussen Hannover en Soest
DB 2103, spoorlijn tussen Dortmund en Soest
DB 9218, spoorlijn tussen Soest en Belecke
WelverDB 2112, spoorlijn tussen Welver en Dortmund Süd
aansluiting GallbergDB 2921, spoorlijn tussen aansluiting Gallberg - Hamm Rangierbahnhof
HammDB 1700, spoorlijn tussen Hannover en Hamm
DB 2250, spoorlijn tussen Oberhausen-Osterfeld Süd en Hamm
DB 2650, spoorlijn tussen Keulen en Hamm
DB 2922, spoorlijn tussen Hamm Rangierbahnhof W190 en Hamm W926
DB 2923, spoorlijn tussen Hamm Rangierbahnhof W431 en Hamm W936
DB 2931, spoorlijn tussen Hamm en Emden
DB 2932, spoorlijn tussen Unna en Hamm

## Elektrische tractie
In 1970 werd het traject geëlektrificeerd met een wisselspanning van 15.000 volt 16⅔ Hz.